# 34696 Risoldi
34696 Risoldi este un asteroid din centura principală de asteroizi.

## Descriere
34696 Risoldi este un asteroid din centura principală de asteroizi. A fost descoperit pe 21 iulie 2001 la San Marcello Pistoiese de Andrea Boattini și Maura Tombelli. Asteroidul prezintă o orbită caracterizată de o semiaxă mare de 2,54 ua, o excentricitate de 0,13 și o înclinație de 13,4° în raport cu ecliptica.